# Die Eisenbahnhexe
Die Eisenbahnhexe ist der Titel eines 1976 für den NDR entstandenen Fernsehfilms von Rudolf Fischer.

## Inhalt
„Die Eisenbahnhexe“ erzählt von der zunächst geheimnisvollen, dann immer familiärer werdenden Begegnung dreier Kinder (dargestellt von den Geschwistern Ingo, Kolja und Sonja Wlazik) mit einer jungen Frau (Marianne Lochert), die in einem ausrangierten Eisenbahnwaggon lebt. Die Mutter der Kinder (Heide Wlazik) und der ältere Bruder (Andreas Wlazik) misstrauen der Unbekannten. Als der ältere Bruder gemeinsam mit einem Freund der vermeintlichen Eisenbahnhexe auf die Spur kommen will, ist der Eisenbahnwaggon auf unerklärliche Weise verschwunden. Nur drei Rosen, die während seines Verweilens auf dem Abstellgleis gewachsen sind, stehen noch dort als stumme Zeugen der mysteriösen Begegnung. - Tags darauf stellt sich die geheimnisvolle Unbekannte den Kindern in der Schule als ihre neue Lehrerin vor.

## Hintergründe
Der Puppenspieler Rudolf Fischer (erst Hohnsteiner Puppenspiele, später Königsteiner und dann Darmstädter Puppentheater) schrieb und inszenierte diesen Film als reines Schauspiel; seine eigentliche Passion als Puppenspieler kommt nur in einigen Maskenszenen zum Vorschein. Rudolf Fischer war einer der ambitioniertesten TV-Puppenspieler: Seine bekannteste Darstellung war vermutlich Der Spatz vom Wallrafplatz.
Die Filmfamilie war auch in Wirklichkeit eine Familie: Mutter Heide Wlazik, selbst eine erfahrene Puppenspielerin, mit ihren vier Kindern.
Als Rudolf Fischers Assistentin fungierte seine damalige Ehefrau Erika Fischer.
Der Film war der erste von einer ganzen Reihe von TV-Spielfilmen, die das Team Rudolf Fischer, Erika Fischer und Heide Wlazik miteinander drehte. Die Filme liefen im ARD-Kinderprogramm und blieben dementsprechend von der Fachpresse weitestgehend unbeachtet (ganz im Gegensatz zu Fischers Puppenfilmen). Aus heutiger Sicht ist auffallend, mit welcher Langsamkeit und Ruhe die Geschichten gezeigt wurden. Die Aufnahmen entstanden ausschließlich an den Originalschauplätzen, also nicht in Studiodekorationen. Trotz dieser sehr realistischen Umgebung strahlt der Film eine phantastische und undurchdringliche Atmosphäre aus, für deren Schaffung in heutiger Zeit meist großer technischer und kulissenbildnerischer Aufwand betrieben wird.
Der Film ist seit seiner Erstausstrahlung nicht wieder gezeigt worden.

## Quelle
„Die Eisenbahnhexe“ im Archiv der Puppenspielsammlung Gerd J. Pohl, Bergisch Gladbach, gesichtet am 8. Juli 2020